# Insurrection d'Ostrianine
L'insurrection d'Ostrianine (en ukrainien : Повстання Острянина, en polonais : Powstanie Ostranicy), qui a lieu en 1637, est une révolte des cosaques contre la république des Deux Nations.

## Contexte
La Diète de Pologne décrétait que les cosaques non enregistrés seraient assimilés à des paysans et donc soumis au servage.